# Egyházasfalu
Egyházasfalu is een plaats (község) en gemeente in het Hongaarse comitaat Győr-Moson-Sopron. Egyházasfalu telt 922 inwoners (2001).

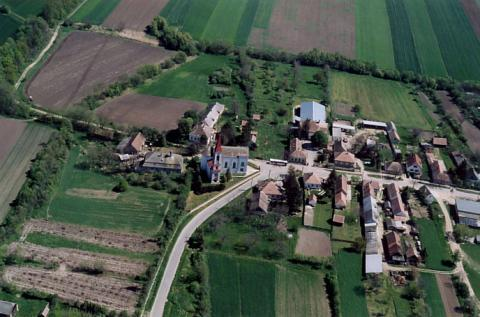
Egyházasfalu
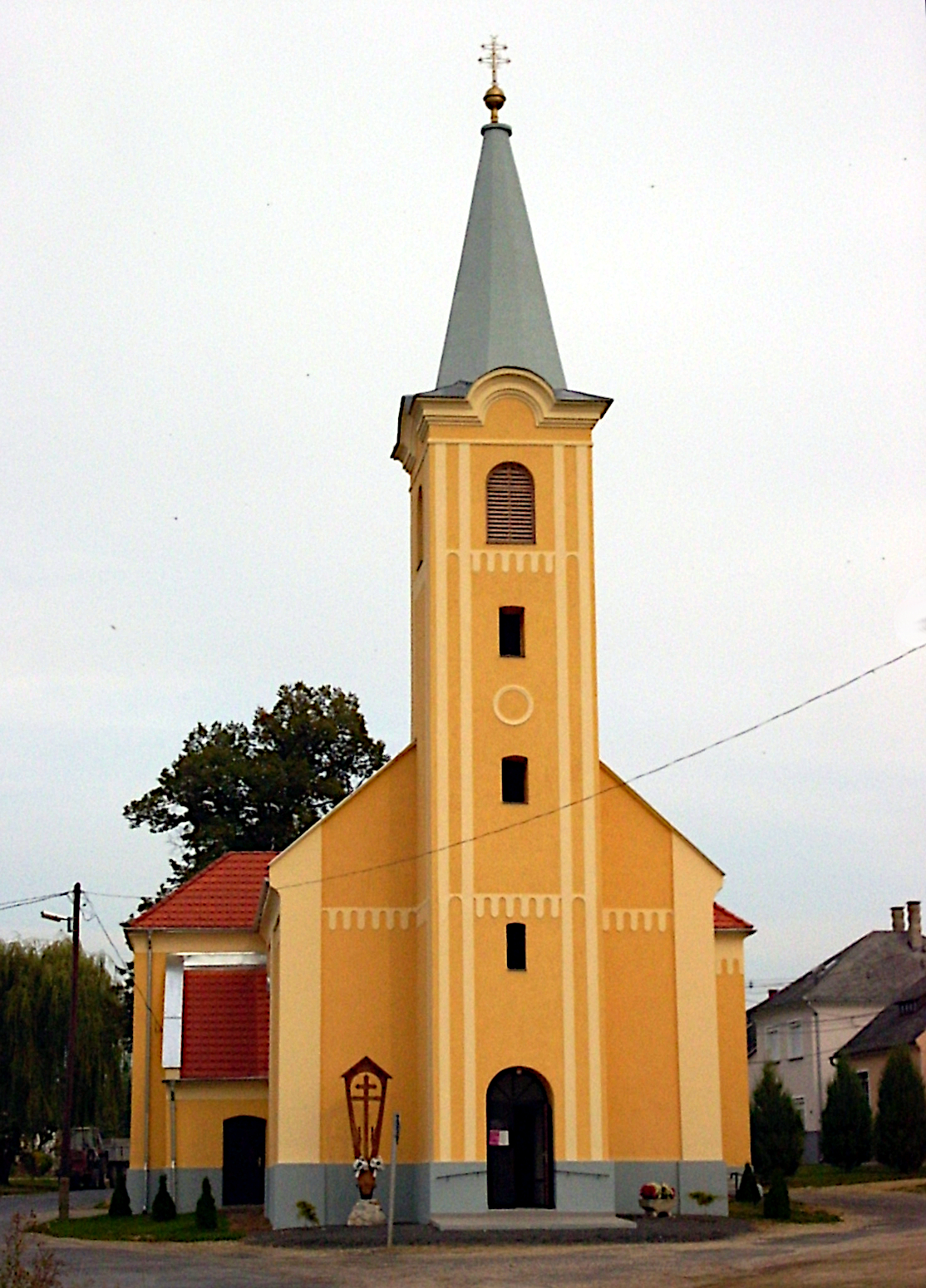
Rooms-katholieke kerk